# Хасэгава Тохаку
Хасэгава Тохаку (яп. 長谷川等伯 Хасэгава То:хаку, род. в 1539 году в Нанао в провинции Ното, ум. 19 марта 1610 года в Эдо) — японский художник.

## Жизнь и творчество

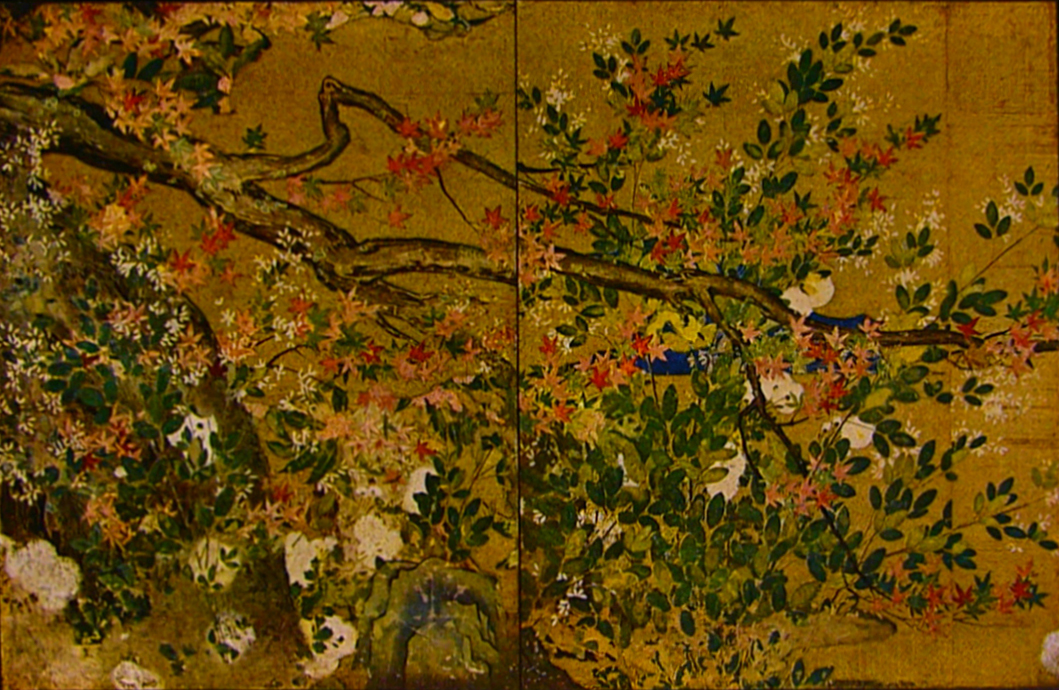
Клён

Хасэгава Тохаку жил и работал в период Адзути-Момояма. Был мастером монохромной живописи тушью в китайском, а также полихромной живописи в японском стиле на золотом фоне, создавал пейзажи, изображения животных и растений.
Хасэгава Тохаку начинал свой творческий путь, делая рисунки для буддистских монастырей в родной провинции Ното. Затем, в возрасте 30 лет, он переселяется в Киото. Здесь он разрабатывает свой собственный стиль рисунка тушью, имеющий первооснову в школе Кано. Впрочем, произведения Хасэгавы выглядят более декоративно и плоскостно, эти черты легли в основу основанной им художественной школы Хасэгава. Наиболее известными являются его работы в форматах раздвижные двери, а также на ширмах.
Хасэгава Тохаку был конкурентом и соперником другого замечательного японского живописца XVI столетия — Кано Эйтоку, с которым боролся за благосклонность влиятельнейших людей Японии своего времени — Оды Нобунаги и Тоётоми Хидэёси. Токугава Иэясу, основатель династии сёгунов Токугава, пригласил Хасэгаву Тохаку к себе в Эдо, где художник и работал до самой смерти.

## Сосновый лес
Приблизительно в 1590 году мастер создаёт своё легендарное произведение Сосновый лес, - монохромную живопись тушью на бумаге, в формате двух 6-панельных ширм. В настоящее время Сосновый лес хранится в токийском Национальном музее и включён в список Национальных сокровищ Японии. Каждая ширма величиной 1,5 м х 3,5 м. Сосны изображены штрихами тушью в различных оттенках серого цвета. Они стоят группами в тумане, частично выступая из него и пропадая, растворяясь в отдалении. Это произведение является одним из самых известных примеров использования приёма ёхаку, или "осмысленной пустоты" в японской живописи. Существуют также предположения, что это известное сегодня как шедевр Хасэгавы произведение было лишь эскизом для ныне утерянного произведения в цвете.
|  |  |